# Hồng Tinh
Hồng Tinh (chữ Hán giản thể: 红星区, âm Hán Việt: Hồng Tinh khu) là một quận thuộc địa cấp thị Y Xuân, tỉnh Hắc Long Giang, Cộng hòa Nhân dân Trung Hoa. Quận Hồng Tinh có diện tích 3042 km², dân số 30.000 người. Mã số bưu chính của quận Hồng Tinh là 153035. Quận Hồng Tinh được chia thành các đơn vị hành chính gồm 1 nhai đạo Hồng Tinh.